# Amyloid-Precursor-Protein

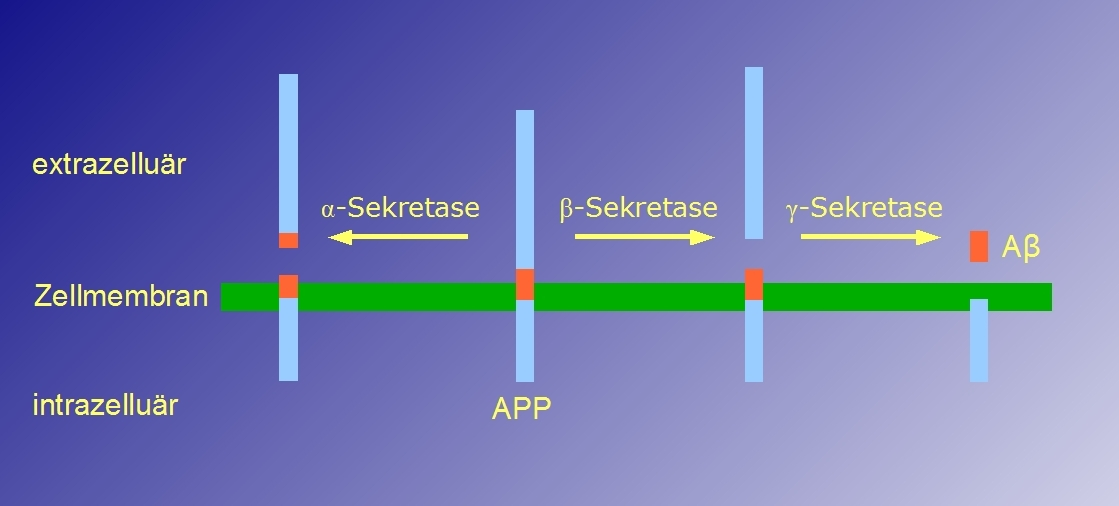
Spaltung des APP durch α-, β- und γ-Sekretase(n)

Das Amyloid-Precursor-Protein (Amyloid-Vorläuferprotein, APP) ist ein integrales Membranprotein, von dem man annimmt, dass es bei der Bildung von Synapsen eine Rolle spielt, obwohl seine Funktion bis jetzt noch nicht genau bekannt ist.
Bei der Spaltung des APP, das eine Größe von 753–770 Aminosäureeinheiten aufweist, durch die Alpha-Sekretasen entstehen kleinere, wasserlösliche Proteine mit 654 bis 670 AS-Bausteinen, sogenannte sAPPs oder APPsα, die neuroprotektive Eigenschaften besitzen.
Bei der Entstehung der Alzheimerkrankheit schneiden zwei Enzyme, die Beta-Sekretase und die Gamma-Sekretase, ein 39 bis 42 Aminosäuren langes, neurotoxisches Bruchstück aus dem Amyloid-Precursor-Protein, welches β-Amyloid genannt wird. Dieses Bruchstück ist ein Hauptbestandteil der Plaques in den Gehirnen von Alzheimer-Patienten.
Beim Menschen liegt das Gen für APP auf dem Chromosom 21. Dies ist der Grund dafür, dass Menschen mit Trisomie 21 (Down-Syndrom) sehr oft an Alzheimer erkranken. Alle Tiere haben Homologe.
Mutationen im APP-Gen können familiären (genetisch bedingten) Alzheimer auslösen oder, wie im Fall der Mutation A673T, den Ausbruch der Krankheit verhindern.